# Carretera de les Aigües

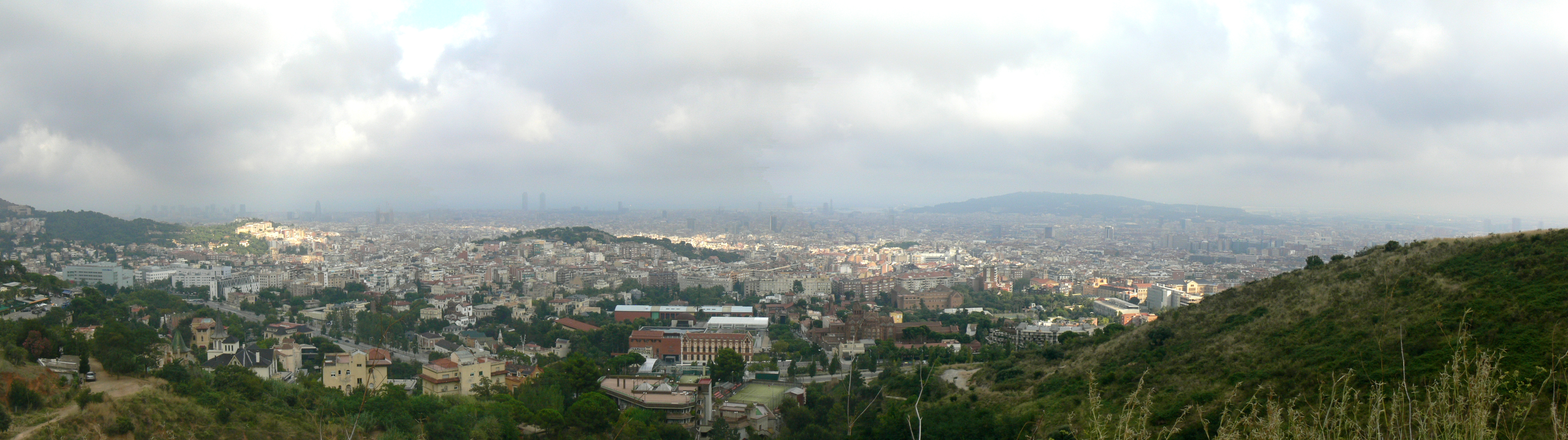
Panoràmica de Barcelona des de la carretera de les Aigües.

La carretera de les Aigües és un camí de passeig situat a la serra de Collserola, al terme municipal de Barcelona.
Discorre pel vessant que mira cap a la ciutat de Barcelona, des del barri de Penitents fins al barri de Pedralbes i Esplugues de Llobregat. Té una longitud d'extrem a extrem d'uns 10 km: aproximadament 1 km des del carrer del Comte de Noroña fins al pla dels Maduixers, i 9 km més fins a la plaça de Mireia, considerats «circuit esportiu» per l'Ajuntament de Barcelona.
El seu origen rau en el recorregut d'una antiga conducció de distribució d'aigua, motiu del seu traçat horitzontal i del seu nom.
El camí té unes bones vistes sobre la ciutat i és utilitzat habitualment per a passejar. És especialment popular entre ciclistes i corredors de fons que l'utilitzen per als seus entrenaments, aprofitant el seu perfil totalment pla i la facilitat d'accés que suposa el Funicular de Vallvidrera, que hi té una parada i d'altres mitjans de transport.
Darrerament s'ha allargat per l'extrem del Llobregat per connectar amb Esplugues (a la plaça Mireia), i a l'extrem del Besòs existeix el projecte d'allargar-la tot integrant-hi d'altres pistes existents (aquesta prolongació perdria el caràcter horitzontal de la resta del passeig). Forma part de la Ronda verda de Barcelona.